# Cheiracanthium catindigae
Cheiracanthium catindigae är en spindelart som beskrevs av Alberto Barrion och James A. Litsinger 1995. Cheiracanthium catindigae ingår i släktet Cheiracanthium och familjen sporrspindlar.
Artens utbredningsområde är Filippinerna. Inga underarter finns listade i Catalogue of Life.